# Trempealeau (condado de Trempealeau, Wisconsin)
Trempealeau es un pueblo ubicado en el condado de Trempealeau en el estado estadounidense de Wisconsin. En el Censo de 2010 tenía una población de 1756 habitantes y una densidad de población de 12,02 personas por km².

## Geografía
Trempealeau se encuentra ubicado en las coordenadas 44°4′17″N 91°27′42″O / 44.07139, -91.46167. Según la Oficina del Censo de los Estados Unidos, Trempealeau tiene una superficie total de 146.15 km², de la cual 129.39 km² corresponden a tierra firme y (11.47%) 16.76 km² es agua.

## Demografía
Según el censo de 2010, había 1756 personas residiendo en Trempealeau. La densidad de población era de 12,02 hab./km². De los 1756 habitantes, Trempealeau estaba compuesto por el 99.09% blancos, el 0% eran afroamericanos, el 0.11% eran amerindios, el 0.28% eran asiáticos, el 0% eran isleños del Pacífico, el 0.23% eran de otras razas y el 0.28% pertenecían a dos o más razas. Del total de la población el 0.68% eran hispanos o latinos de cualquier raza.